# St. James's Park

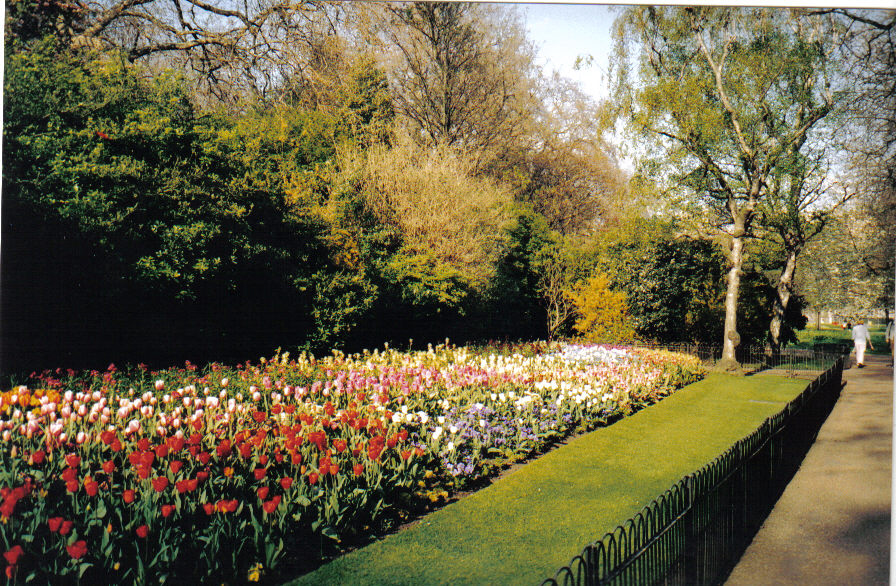
Voorjaarsbloemen in bloei.

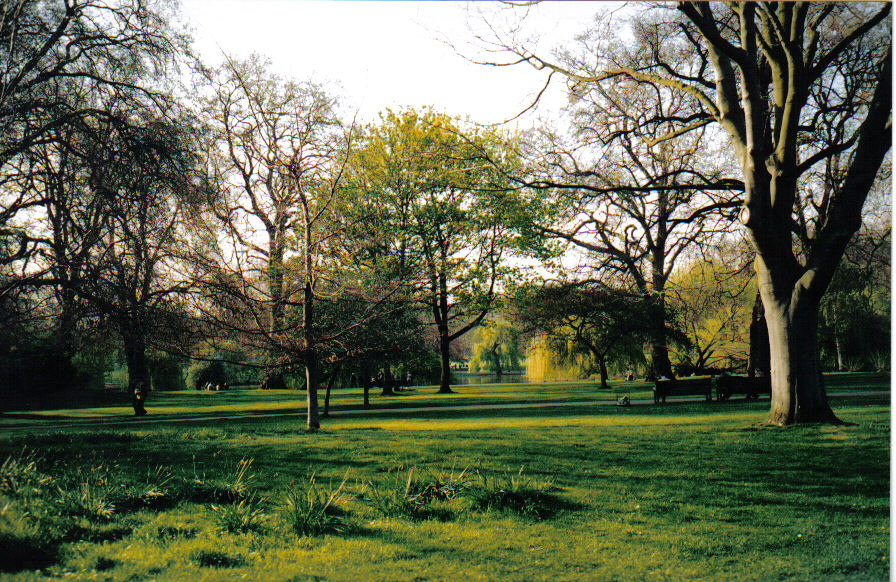
St. James's Park op een winterse dag.

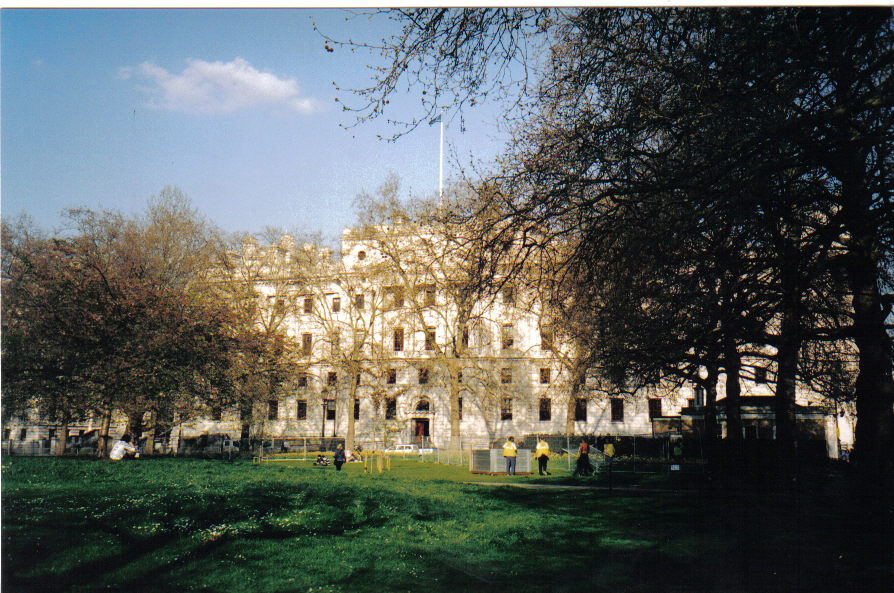
Hoofdkwartier van Her Majesty's Treasury's gezien vanuit St. James's Park.

St. James's Park is een van de acht Koninklijke Parken van Londen. Het is gelegen in de City of Westminster ten oosten van Buckingham Palace en ten westen van Downing Street. Het St. James gebied, inclusief het St. James's Palace, grenst aan de noordelijke zijde van het park. Het park wordt begrensd door The Mall in het noorden, de Horse Guards in het oosten en Birdcage Walk in het zuiden.
Het park bevat een klein meer, het St. James's Lake met twee eilanden, Duck Island (genoemd naar de bonte collectie van watervogels in het meer) en West Island. Een brug over het meer verschaft uitzicht op Buckingham Palace.
Het park is het meest oostelijke van een nagenoeg ononderbroken aaneenschakeling van parken die (richting het westen) verder bestaat uit Green Park (park), Hyde Park en Kensington Gardens.
De dichtst nabijgelegen metrostations zijn St. James's Park en Westminster.

## Geschiedenis
Oorspronkelijk was het gebied moerasachtig en werd door Hendrik VIII gekocht in 1532, die het inrichtte als jachtgebied voor de hertenjacht. Het werd opengesteld voor het publiek door Karel II.
In 1837 wijzigde John Nash de inrichting van het park grondig en aldus ontstond uit het vroegere kanaal het tegenwoordige St. James's Lake.
Het park stond bekend als ontmoetingsplaats voor seksuele handelingen, waarover John Wilmot, de 2e graaf van Rochester een beroemd gedicht schreef: "A Ramble in St. James's Park".